# Planejamento familiar
Planeamento familiar (português europeu) ou planejamento familiar (português brasileiro) são o conjunto de ações e serviços que têm, como finalidade, contribuir para a saúde da mulher, da família e da criança. O planejamento familiar pode envolver a consideração do número de filhos que uma mulher deseja ter, incluindo a opção de não ter filhos, bem como a idade em que ela deseja tê-los e o espaçamento entre o nascimento dos filhos. Esses assuntos são influenciados por fatores externos, como a situação conjugal, considerações de carreira, posição financeira e quaisquer deficiências que possam afetar sua capacidade de ter filhos e criá-los. Se for sexualmente ativo, o planejamento familiar pode envolver o uso de métodos contraceptivos e outras técnicas para controlar o tempo da reprodução.

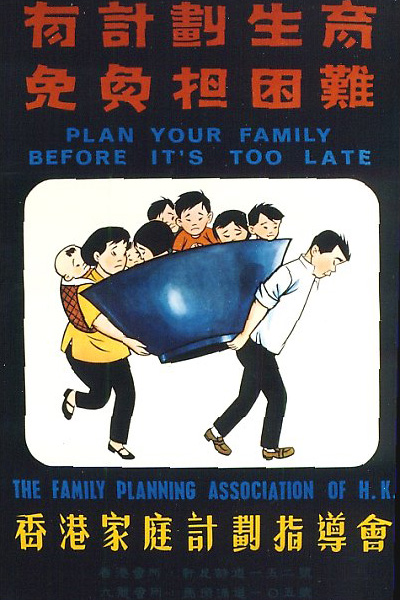
Cartaz da Associação de Planejamento Familiar de Hong Kong. O cartaz diz: "planeje sua família antes que seja tarde demais".

Outros aspectos do planejamento familiar incluem educação sexual, prevenção e manejo de infecções sexualmente transmissíveis, aconselhamento e manejo pré-concepção e da infertilidade. O planejamento familiar, conforme definido pelas Nações Unidas e pela Organização Mundial da Saúde, abrange os serviços que antecederam a concepção. O aborto não é considerado um componente do planejamento familiar, embora o acesso à contracepção e ao planejamento familiar reduza a necessidade de aborto.
Às vezes, o planejamento familiar é usado como sinônimo ou eufemismo para acesso e uso de contraceptivos. No entanto, muitas vezes envolve vários outros métodos e práticas, além da contracepção. Além disso, há muitos que podem querer usar métodos contraceptivos, mas não estão, necessariamente, planejando uma família (por exemplo, adolescentes solteiras, jovens casais atrasando a gravidez durante a construção de uma carreira); o planejamento familiar tornou-se uma expressão abrangente para grande parte do trabalho realizado nesse campo. Noções contemporâneas de planejamento familiar, no entanto, tendem a colocar a mulher e suas decisões de procriação no centro da discussão, já que as noções de empoderamento das mulheres e autonomia reprodutiva ganharam força em muitas partes do mundo. Geralmente é aplicado a um casal de mulheres e homens que desejam limitar o número de filhos que têm e/ou controlar o tempo da gravidez (também conhecido como espaçamento entre filhos).
O planejamento familiar mostrou reduzir as taxas de natalidade de adolescentes e de mulheres solteiras.

## Objetivos
Em 2006, os Centros de Controle de Doenças dos Estados Unidos (CDC) emitiram uma recomendação, encorajando homens e mulheres a formular um plano de vida reprodutiva, para ajudá-los a evitar gravidezes indesejadas, melhorar a saúde das mulheres e reduzir os resultados adversos da gravidez.
Criar uma criança requer uma quantidade significativa de recursos: tempo, social, financeiro e ambiental. O planejamento pode ajudar a garantir que os recursos estejam disponíveis. O objetivo do planejamento familiar é garantir que qualquer casal, homem ou mulher que tenha um filho tenha os recursos necessários para cumprir essa meta. Com esses recursos, um casal, homem ou mulher pode explorar as opções de parto natural, barriga de aluguel, inseminação artificial ou adoção. No outro caso, se a pessoa não deseja ter um filho no horário específico, ela pode investigar os recursos necessários para prevenir a gravidez, como controle de natalidade, anticoncepcionais ou proteção e prevenção física.
Não há nenhum caso claro de impacto social a favor ou contra a concepção de uma criança. Individualmente, para a maioria das pessoas, ter um filho ou não não tem impacto mensurável no bem-estar da pessoa. Uma revisão da literatura econômica sobre satisfação com a vida mostra que certos grupos de pessoas são muito mais felizes sem filhos:
- Pais solteiros
- Pais que trabalham e criam os filhos igualmente.
- Músicas
- O divorciado
- Os pobres
- Aqueles cujos filhos têm mais de 3 anos
- Aqueles cujos filhos estão doentes[13]

No entanto, tanto os adotados quanto os adotantes relatam que ficam mais felizes após a adoção. adoção também pode garantir os custos de deficiência pré-natal ou infantil, que podem ser previstos com a triagem pré-natal ou com referência a fatores de risco dos pais. Por exemplo, pais mais velhos e / ou idade materna avançada aumentam o risco de vários problemas de saúde em seus filhos, incluindo autismo e esquizofrenia. Template:Sanchez, 2018

### Recursos
Quando as mulheres podem buscar educação adicional e emprego remunerado, as famílias podem investir mais em cada filho. Crianças com menos irmãos tendem a ficar mais tempo na escola do que aquelas com muitos irmãos. Abandonar a escola para ter filhos tem implicações de longo prazo para o futuro dessas meninas, bem como para o capital humano de suas famílias e comunidades. O planejamento familiar retarda o crescimento populacional insustentável, que drena recursos do meio ambiente, e os esforços de desenvolvimento nacional e regional.

### Saúde

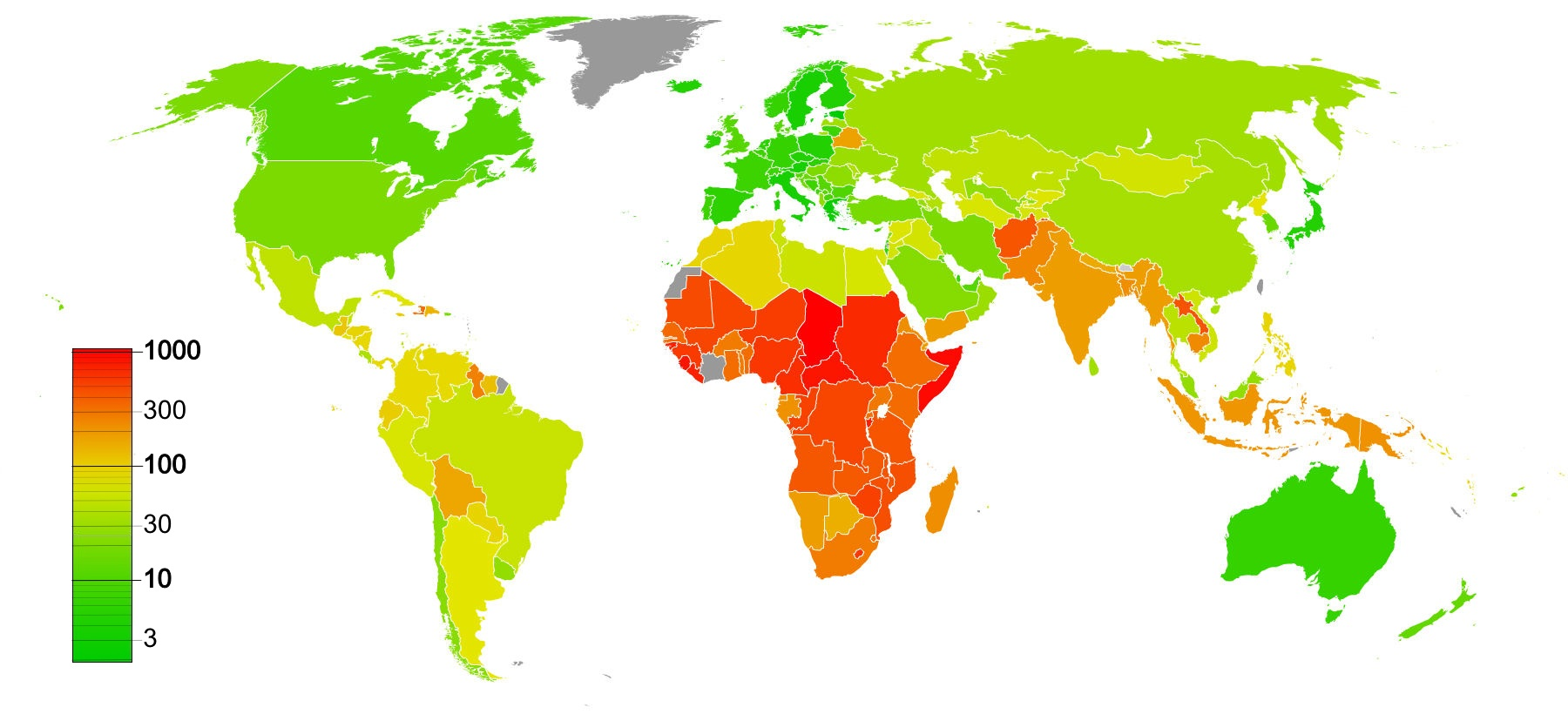
Taxa de mortalidade materna global por 100.000 nascidos vivos, (2010)

A OMS afirma sobre a saúde materna que:
“A saúde materna se refere à saúde da mulher durante a gravidez, o parto e o pós-parto. Embora a maternidade seja frequentemente uma experiência positiva e gratificante, para muitas mulheres está associada a sofrimento, saúde precária e até morte. "
Cerca de 99% das mortes maternas ocorrem em países menos desenvolvidos ; menos da metade ocorre na África Subsaariana e quase um terço no Sul da Ásia.
Tanto a maternidade precoce quanto a tardia apresentam riscos aumentados. Os adolescentes enfrentam um risco maior de complicações e morte como resultado da gravidez. Esperar até que a mãe tenha pelo menos 18 anos antes de tentar ter filhos melhora a saúde materno-infantil.
Além disso, se mais filhos forem desejados após o nascimento de uma criança, é mais saudável para a mãe e a criança esperar pelo menos 2 anos após o nascimento anterior antes de tentar conceber (mas não mais do que 5 anos). Depois de um aborto espontâneo ou espontâneo, é mais saudável esperar pelo menos 6 meses.
Ao planejar uma família, as mulheres devem estar cientes de que os riscos reprodutivos aumentam com a idade da mulher. Como os homens mais velhos, as mulheres mais velhas têm uma chance maior de ter um filho com autismo ou síndrome de Down, as chances de ter partos múltiplos aumentam, o que causa mais riscos para o final da gravidez, elas têm uma chance maior de desenvolver diabetes gestacional, a necessidade de um A cesariana é maior, os corpos das mulheres mais velhas não são tão adequados para o parto. O risco de trabalho de parto prolongado é maior. As mães mais velhas correm um risco maior de um parto prolongado, colocando o bebê em perigo.

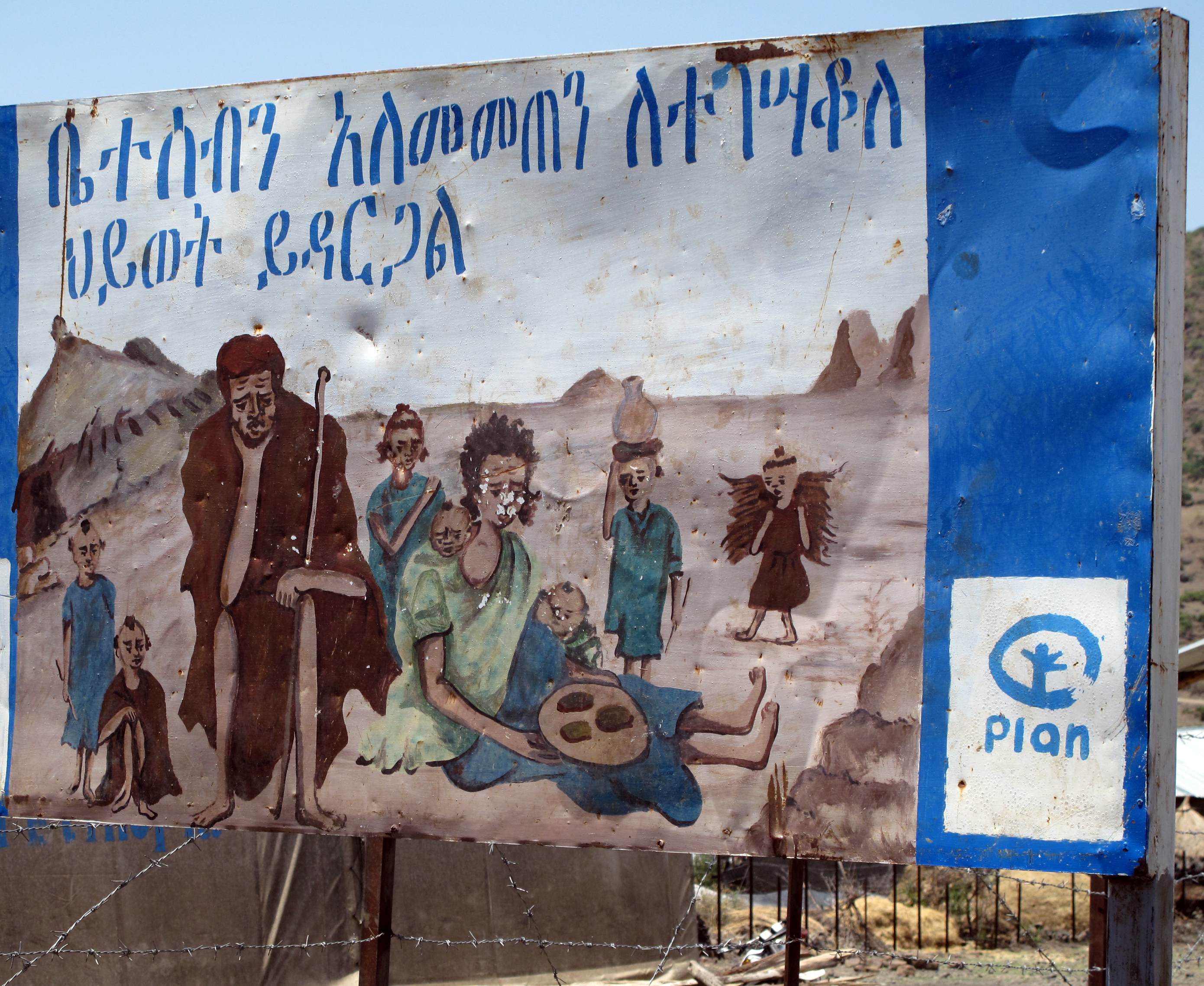
Cartaz mostrando os efeitos negativos da falta de planejamento familiar e de ter muitos filhos e bebês (Etiópia)

## Métodos modernos
Os métodos modernos de planejamento familiar incluem controle de natalidade, tecnologia de reprodução assistida e programas de planejamento familiar.
Em relação ao uso de métodos modernos de contracepção, o Fundo de População das Nações Unidas (UNFPA) afirma que “Os contraceptivos evitam gravidezes indesejadas, reduzem o número de abortos e diminuem a incidência de morte e invalidez relacionada a complicações na gravidez e no parto. ”  O UNFPA declara que, “Se todas as mulheres com uma necessidade não atendida de anticoncepcionais pudessem usar métodos modernos, seriam evitados mais 24 milhões de abortos (14 milhões dos quais seriam inseguros), 6 milhões de abortos espontâneos, 70.000 mortes maternas e 500.000 mortes infantis. ”
Nos casos em que os casais podem não querer ter filhos ainda, os programas de planejamento familiar ajudam muito. Os programas federais de planejamento familiar reduziram a gravidez entre as mulheres pobres em até 29%, de acordo com um estudo da Universidade de Michigan.
A adoção é outra opção usada para construir uma família. Existem sete etapas que devem ser realizadas para a adoção. Você deve decidir buscar uma adoção, solicitar a adoção, concluir um estudo domiciliar de adoção, obter aprovação para adotar, ser casado com uma criança, receber uma colocação adotiva e, então, legalizar a adoção.

### Contracepção

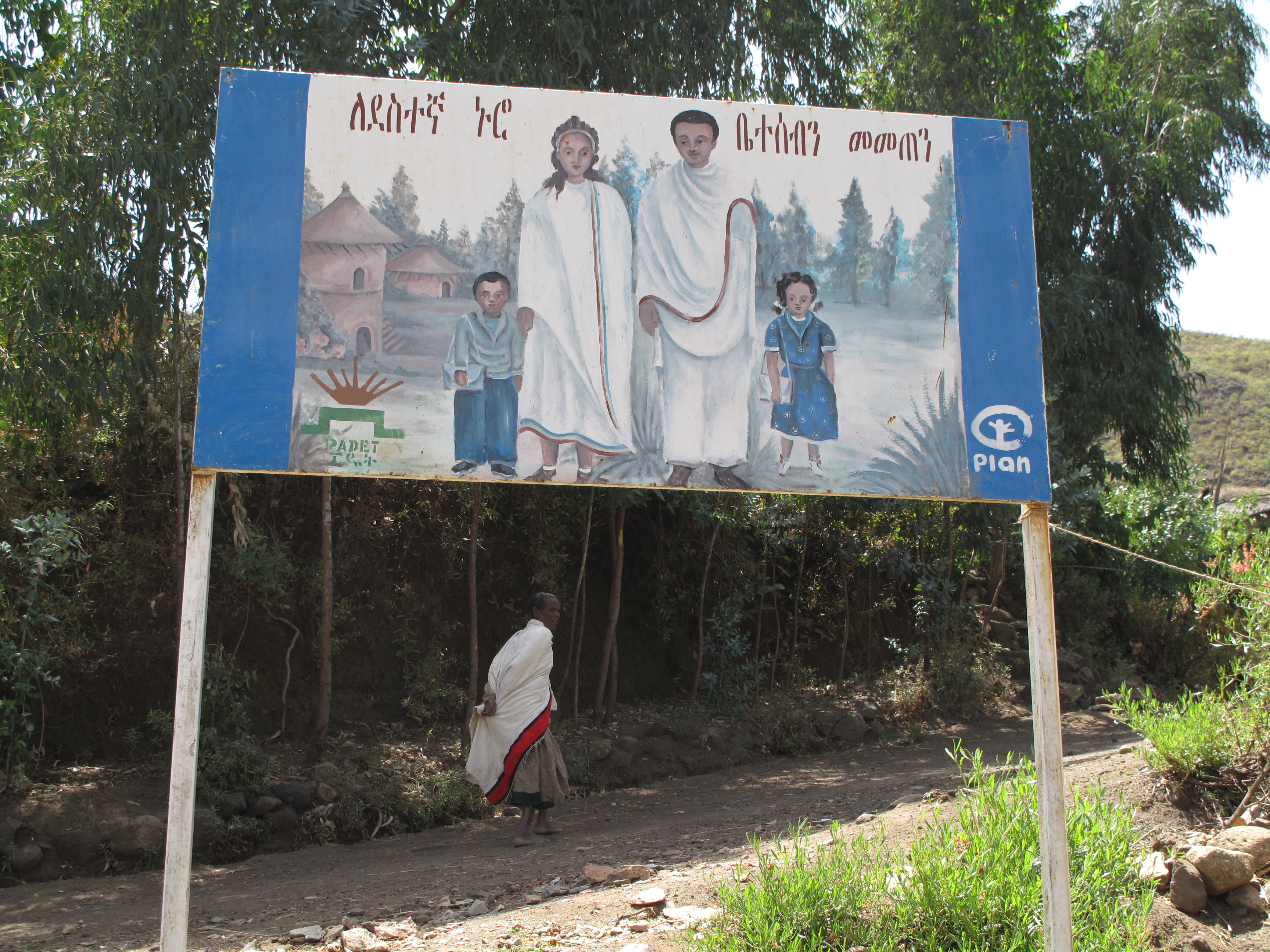
Cartaz mostrando os efeitos positivos do planejamento familiar (Etiópia)

Vários métodos anticoncepcionais estão disponíveis para prevenir a gravidez indesejada . Existem métodos naturais e vários métodos baseados em produtos químicos, cada um com vantagens e desvantagens específicas . Os métodos comportamentais para evitar a gravidez que envolvem relações sexuais vaginais incluem o coito interrompido e os métodos baseados no calendário, que têm baixo custo inicial e estão prontamente disponíveis. Os métodos anticoncepcionais reversíveis de ação prolongada, como o dispositivo intrauterino (DIU) e o implante, são altamente eficazes e convenientes, exigindo pouca ação do usuário, mas apresentam riscos. Quando o custo da falha é incluído, o DIU e a vasectomia são muito mais baratos do que outros métodos. Além de fornecer controle de natalidade, os preservativos masculinos  e / ou femininos protegem contra doenças sexualmente transmissíveis (DST). Os preservativos podem ser usados sozinhos ou em adição a outros métodos, como apoio ou para prevenir DST. Os métodos cirúrgicos ( laqueadura, vasectomia ) fornecem anticoncepção de longo prazo para aqueles que completaram suas famílias.

### Tecnologia de reprodução assistida
Quando, por qualquer motivo, uma mulher é incapaz de conceber por meios naturais, ela pode buscar a concepção assistida. Por exemplo, algumas famílias ou mulheres procuram assistência por meio de barriga de aluguel, na qual uma mulher concorda em engravidar e dar à luz a outro casal ou pessoa.
Existem dois tipos de barriga de aluguel: tradicional e gestacional . Na barriga de aluguel tradicional, a barriga de aluguel usa seus próprios óvulos e carrega a criança para seus futuros pais. Este procedimento é feito em um consultório médico por meio de IUI. Esse tipo de barriga de aluguel obviamente inclui uma conexão genética entre a mãe de aluguel e a criança. Legalmente, o substituto terá que negar qualquer interesse na criança para completar a transferência para os pais pretendidos. Uma barriga de aluguel gestacional ocorre quando o óvulo da mãe pretendida ou de um doador é fertilizado fora do corpo e, em seguida, os embriões são transferidos para o útero. A mulher que carrega o filho costuma ser chamada de portadora gestacional. As etapas legais para confirmar a paternidade com os pais pretendidos são geralmente mais fáceis do que no tradicional porque não há conexão genética entre a criança e o portador.
A doação de esperma é outra forma de concepção assistida. Envolve esperma doado sendo usado para fertilizar óvulos de uma mulher por inseminação artificial (seja por inseminação intracervical ou intrauterina ) e menos comumente por fertilização invitro ( FIV ), mas a inseminação também pode ser alcançada por um doador tendo relações sexuais com uma mulher para o objetivo de alcançar a concepção. Este método é conhecido como inseminação natural (NI).
O mapeamento da reserva ovariana de uma mulher, dinâmica folicular e biomarcadores associados podem dar um prognóstico individual sobre as chances futuras de gravidez, facilitando uma escolha informada de quando ter filhos.

### Finanças
O planejamento familiar está entre as intervenções de saúde mais econômicas.  “A economia de custos vem de uma redução na gravidez indesejada, bem como uma redução na transmissão de infecções sexualmente transmissíveis, incluindo HIV”.
O custo médio de assistência médica pré-natal e de parto foi de US $ 7.090 para partos normais nos Estados Unidos em 1996. O Departamento de Agricultura dos EUA estima que, para uma criança nascida em 2007, uma família norte-americana gastará em média US $ 11.000 a US $ 23.000 por ano durante os primeiros 17 anos de vida da criança.  (Despesa total estimada ajustada pela inflação: $ 196.000 a $ 393.000, dependendo da renda familiar. )  Descreve o custo por idade, tipo de despesa e região do país. Ajustes para número de filhos (uma criança - gasta 24% a mais, 3 ou mais gastam menos com cada criança. )
Investir em planejamento familiar traz benefícios econômicos claros e também pode ajudar os países a atingirem seu “dividendo demográfico”, o que significa que a produtividade dos países pode aumentar quando há mais pessoas na força de trabalho e menos dependentes. O UNFPA afirma que “para cada dólar investido em contracepção, o custo dos cuidados relacionados à gravidez é reduzido em US $ 1,47”.
UNFPA afirma que, 
O custo de oportunidade de vida relacionado à gravidez na adolescência - uma medida da renda anual que uma jovem mãe perde ao longo de sua vida - varia de 1 por cento do produto interno bruto anual em um grande país como a China a 30 por cento do PIB anual em uma pequena economia como Uganda. Se as adolescentes no Brasil e na Índia pudessem esperar até os primeiros 20 anos para ter filhos, o aumento da produtividade econômica seria igual a mais de $ 3,5 bilhões e $ 7,7 bilhões, respectivamente. 
No Consenso de Copenhague produzido pelos ganhadores do Prêmio Nobel em colaboração com a ONU, o acesso universal à contracepção é a terceira maior iniciativa de política em benefícios sociais, econômicos e ambientais para cada dólar gasto. Oferecer acesso universal a serviços de saúde sexual e reprodutiva e eliminar a necessidade não atendida de anticoncepcionais resultará em 640.000 mortes de recém-nascidos, 150.000 mortes maternas a menos e 600.000 crianças a menos que perdem suas mães. Ao mesmo tempo, as sociedades terão menos dependentes e mais mulheres na força de trabalho, impulsionando um crescimento econômico mais rápido. Os custos do acesso universal a anticoncepcionais serão de cerca de US $ 3,6 bilhões / ano, mas os benefícios serão de mais de US $ 400 bilhões anuais e reduzirão as mortes maternas em 150.000.

### Conscientização sobre fertilidade
A consciência da fertilidade refere-se a um conjunto de práticas utilizadas para determinar o férteis e inférteis fases de uma mulher no ciclo menstrual. A consciência da fertilidade podem ser utilizados métodos para evitar a gravidez, para conseguir a gravidez, ou como uma forma de monitorar ginecológico de saúde. Métodos de identificação dias inférteis têm sido conhecidos desde a antiguidade, mas os conhecimentos científicos adquiridos durante o século passado, aumentou o número e a variedade de métodos. Vários métodos podem ser usados e o Symptothermal método tem conseguido taxas de sucesso de mais de 99%, se usado corretamente.
Esses métodos são usados por vários motivos: Não há efeitos colaterais relacionados aos medicamentos, é de uso gratuito e tem um pequeno custo inicial, funciona nos dois sentidos ou por motivos religiosos (a Igreja Católica promove isso como o forma aceitável de planejamento familiar, chamando-o de Planejamento Familiar Natural). Suas desvantagens são que a abstinência ou o método de apoio são necessários em dias férteis, o uso típico costuma ser menos eficaz do que outros métodos e não protege contra doenças sexualmente transmissíveis.

### Campanha de mídia
Pesquisas recentes baseadas em pesquisas representativas nacionalmente apóiam uma forte associação entre as campanhas de planejamento familiar na mídia de massa e o uso de anticoncepcionais, mesmo após o controle de variáveis sociais e demográficas. A Pesquisa Demográfica e de Saúde do Quênia de 1989 revelou que metade das mulheres que se lembravam de ter ouvido ou visto mensagens de planejamento familiar no rádio, na mídia impressa e na televisão usavam anticoncepcionais, em comparação com 14% que não se lembravam das mensagens de planejamento familiar na mídia, mesmo depois da idade. residência e nível socioeconômico foram levados em consideração.
A Divisão de Educação em Saúde do Ministério da Saúde conduziu o Projeto de Comunicação do Planejamento Familiar da Tanzânia de janeiro de 1991 a dezembro de 1994, um projeto financiado pela Agência dos Estados Unidos para o Desenvolvimento Internacional (USAID). O programa pretendia educar homens e homens em idade reprodutiva sobre os métodos modernos de contracepção. Os principais canais de mídia e produtos incluíram anúncios de rádio, seriados de rádio, atividades promocionais do logotipo da Green Star (identifica locais onde serviços de planejamento familiar estão disponíveis), pôsteres, folhetos, jornais e fitas de áudio. Em conjunto com outras intervenções não relacionadas ao projeto patrocinadas por outras agências tanzanianas e internacionais de 1992 a 1994, o uso de anticoncepcionais entre mulheres de 15 a 49 anos aumentou de 5,9% para 11,3%. A taxa de fertilidade total caiu de 6,3 nascimentos na vida por indivíduo em 1991-1992 para 5,8 em 1994.

## Provedores

### Apoio direto do governo
O apoio governamental direto ao planejamento familiar inclui o fornecimento de educação e suprimentos sobre planejamento familiar por meio de instalações administradas pelo governo, como hospitais, clínicas, postos e centros de saúde e por meio de pesquisadores de campo do governo.
Em 2013, 160 de 197 governos forneceram apoio direto para o planejamento familiar. Vinte países forneceram apoio indireto apenas por meio do setor privado ou de ONGs. Dezessete governos não apoiaram o planejamento familiar. O apoio direto do governo continuou a aumentar nos países em desenvolvimento de 82% em 1996 para 93% em 2013, mas está diminuindo nos países desenvolvidos de 58% em 1976 para 45% em 2013. Noventa e sete por cento da América Latina e do Caribe, 96% da África e 94% dos governos da Oceania forneceram apoio direto para o planejamento familiar. Na Europa, apenas 45% dos governos apoiam diretamente o planejamento familiar. Dos 172 países com dados disponíveis em 2012, 152 países implementaram medidas realistas para aumentar o acesso das mulheres aos métodos de planejamento familiar de 2009-2014. Isso incluiu 95% das nações em desenvolvimento e 65% das nações desenvolvidas.

### Setor privado
O setor privado inclui organizações não governamentais e religiosas que normalmente fornecem serviços gratuitos ou subsidiados para provedores de serviços médicos com fins lucrativos, farmácias e drogarias. O setor privado responde por aproximadamente dois quintos dos fornecedores de anticoncepcionais em todo o mundo. As organizações privadas são capazes de fornecer mercados sustentáveis para serviços anticoncepcionais por meio de marketing social, franquia social e farmácias.
O marketing social emprega técnicas de marketing para conseguir mudanças comportamentais e, ao mesmo tempo, disponibilizar anticoncepcionais. Ao utilizar fornecedores privados, o marketing social reduz as disparidades geográficas e socioeconômicas e atinge homens e meninos.
A franquia social projeta uma marca de anticoncepcionais para expandir o mercado de anticoncepcionais.
Drogarias e farmácias oferecem assistência médica em áreas rurais e favelas urbanas, onde há poucas clínicas públicas. Eles representam a maior parte do setor privado que fornece anticoncepcionais na África Subsaariana, especialmente para preservativos, pílulas, injetáveis e anticoncepcionais de emergência. O fornecimento de farmácias e a anticoncepção de emergência de baixo custo na África do Sul e em muitos países de baixa renda aumentaram o acesso à anti-concepção.
As políticas e programas do local de trabalho ajudam a expandir o acesso às informações sobre planejamento familiar. A Family Guidance Association of Ethiopia, que trabalha com mais de 150 empresas para melhorar os serviços de saúde, analisou os resultados de saúde em uma fábrica ao longo de 10 anos e encontrou reduções em gravidezes indesejadas e DSTs, bem como em licenças médicas. O uso de anticoncepcionais aumentou de 11% para 90% entre 1997 e 2000. Em 2016, a Associação de Exportação de Fabricantes de Vestuário de Bangladesh fez parceria com organizações de planejamento familiar para fornecer treinamento e anticoncepcionais gratuitos para clínicas de fábricas, criando o potencial para alcançar milhares de funcionários da fábrica.

### Organizações não governamentais (ONGs)
As ONGs podem atender às necessidades dos pobres locais incentivando a autoajuda e a participação, entendendo as sutilezas sociais e culturais e contornando a burocracia quando os governos não atendem adequadamente às necessidades de seus constituintes. Uma ONG de sucesso pode manter os serviços de planejamento familiar mesmo quando um programa nacional é ameaçado por forças políticas. As ONGs podem contribuir para informar a política governamental, desenvolvendo programas ou realizando programas que o governo não irá ou não poderá implementar.

## Supervisão internacional
Os programas de planejamento familiar são agora considerados uma parte fundamental de uma estratégia de desenvolvimento abrangente. Os Objetivos de Desenvolvimento do Milênio das Nações Unidas (agora substituídos pelos Objetivos de Desenvolvimento Sustentável ) refletem esse consenso internacional. A Cúpula de Londres sobre Planejamento Familiar de 2012, organizada pelo governo do Reino Unido e pela Fundação Bill e Melinda Gates, afirmou os compromissos políticos e aumentou os fundos para o projeto, fortalecendo o papel do planejamento familiar no desenvolvimento global. O Planejamento Familiar 2020 é o resultado da Cúpula de Londres sobre Planejamento Familiar de 2012, onde mais de 20 governos se comprometeram a abordar a política, financiamento, entrega e barreiras socioculturais para mulheres no acesso à formação e serviços de contracepção. FP2020 é um movimento global que apóia os direitos das mulheres de decidirem por si mesmas se, quando e quantos filhos desejam ter. Os compromissos do programa são específicos para cada país, em comparação com os objetivos principais generalizados do programa de ação da conferência de 1995. FP2020 é patrocinado pela Fundação das Nações Unidas e opera em apoio à Estratégia Global do Secretário-Geral da ONU para a Saúde da Mulher, Criança e Adolescente.
A maior fonte internacional de financiamento para programas de saúde reprodutiva e populacional é o Fundo de População das Nações Unidas (UNFPA). Em 1994, a Conferência Internacional sobre População e Desenvolvimento definiu como principais objetivos de seu Programa de Ação:
- Acesso universal a serviços de saúde reprodutiva até 2015
- Educação primária universal e fim da lacuna de gênero na educação até 2015
- Reduzindo a mortalidade materna em 75% até 2015
- Reduzindo a mortalidade infantil
- Aumento da expectativa de vida ao nascer
- Reduzindo as taxas de infecção por HIV em pessoas de 15 a 24 anos em 25% nos países mais afetados até 2005, e em 25% no mundo todo até 2010

A Organização Mundial da Saúde (OMS) e o Banco Mundial estimam que US $ 3 por pessoa por ano proporcionariam planejamento familiar básico e cuidados de saúde materna e neonatal para mulheres em países em desenvolvimento. Isso incluiria contracepção, pré-natal, parto e cuidado pós-natal, além do planejamento familiar pós-parto e a promoção de preservativos para prevenir infecções sexualmente transmissíveis .

## Interferência coercitiva no planejamento familiar

### Esterilização forçada
Os programas de esterilização obrigatória ou forçada ou a política governamental tentam forçar as pessoas a se submeterem à esterilização cirúrgica sem seu consentimento livremente dado. Pessoas de comunidades marginalizadas correm o maior risco de esterilização forçada. A esterilização forçada ocorreu nos últimos anos na Europa Oriental (contra mulheres ciganas), e no Peru (durante os anos 1990 contra mulheres indígenas). A política do filho único da China pretendia limitar o aumento do número da população, mas em algumas situações envolvia esterilização forçada.

### Violência sexual
O estupro pode resultar em gravidez. O estupro pode ocorrer em uma variedade de situações, incluindo estupro de guerra, prostituição forçada e estupro marital.
Em Ruanda, o Escritório Nacional de População estimou que entre 2.000 e 5.000 crianças nasceram como resultado da violência sexual perpetrada durante o genocídio, mas os grupos de vítimas deram um número estimado maior de mais de 10.000 crianças.

## Direitos humanos, desenvolvimento e clima

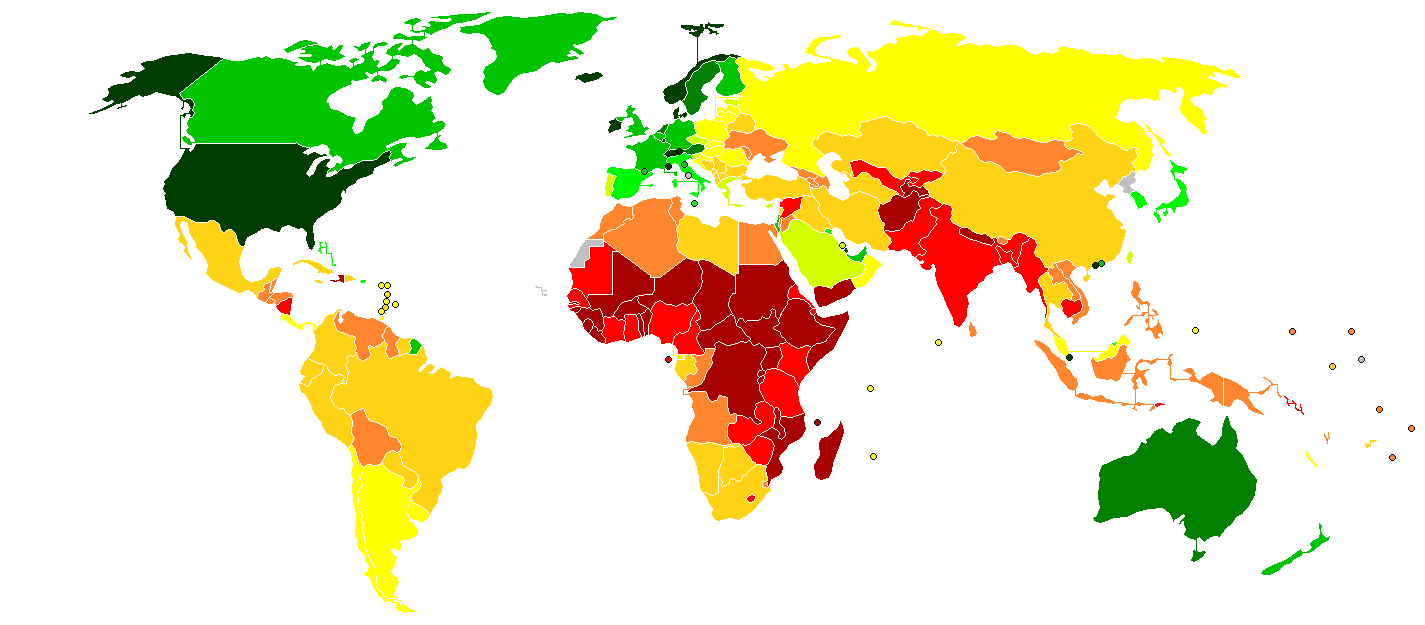
Países em 2018 PIB (nominal) per capita.

Alguns consideram o acesso ao planejamento familiar seguro e voluntário um direito humano e um aspecto central para a igualdade de gênero, o empoderamento das mulheres e a redução da pobreza . Nos últimos 50 anos, o planejamento familiar baseado em direitos permitiu que o ciclo da pobreza fosse quebrado, resultando na salvação de milhões de vidas de mulheres e crianças.
O Fundo de População das Nações Unidas (UNFPA) afirma que “Cerca de 225 milhões de mulheres que desejam evitar a gravidez não estão usando métodos de planejamento familiar seguros e eficazes, por razões que vão desde a falta de acesso a informações ou serviços à falta de apoio de seus parceiros ou comunidades. ”  O UNFPA afirma que “a maioria dessas mulheres com necessidades não atendidas de anticoncepcionais vive em 69 dos países mais pobres do planeta”.
UNFPA says that, 
Global consensus that family planning is a human right was secured at the 1994 International Conference on Population and Development, in Principle 8 of the Programme of Action: All couples and individuals have the basic right to decide freely and responsibly the number and spacing of their children and to have the information, education, and means to do so.

Emissões globais de dióxido de carbono por jurisdição

Como parte dos Objetivos de Desenvolvimento do Milênio das Nações Unidas (ODM), o acesso universal ao planejamento familiar é um dos principais fatores que contribuem para o desenvolvimento e a redução da pobreza. O planejamento familiar cria benefícios em áreas como qualidade de gênero e saúde da mulher, acesso à educação sexual e ensino superior e melhorias na saúde materno-infantil. Observe que os Objetivos de Desenvolvimento do Milênio foram substituídos pelos Objetivos de Desenvolvimento Sustentável .
O UNFPA e o Instituto Guttmacher dizem que, 
Servir todas as mulheres em países em desenvolvimento que atualmente têm uma necessidade não atendida de anticoncepcionais modernos evitaria um adicional de 54 milhões de gravidezes indesejadas, incluindo 21 milhões de partos não planejados, 26 milhões de abortos e sete milhões de abortos espontâneos; isso também evitaria 79.000 mortes maternas e 1,1 milhão de mortes infantis.
Como a mudança climática é diretamente proporcional ao número de humanos, o planejamento familiar tem um impacto significativo sobre a mudança climática. O projeto de pesquisa Drawdown estima que o planejamento familiar é a sétima ação mais eficiente contra as mudanças climáticas (à frente das fazendas solares, energia nuclear, florestamento e muitas outras ações).

## Troca de qualidade-quantidade
Ter filhos produz uma compensação entre qualidade e quantidade: os pais precisam decidir quantos filhos terão e quanto investir no futuro de cada filho. O aumento do custo marginal da qualidade (resultado filho) em relação à quantidade (número de filhos) cria um trade-off entre quantidade e qualidade. A compensação quantidade-qualidade significa que as políticas que aumentam os benefícios do investimento na qualidade da criança gerarão níveis mais altos de capital humano, e as políticas que reduzem os custos de ter filhos podem ter consequências adversas não intencionais no crescimento econômico de longo prazo. Ao decidir quantos filhos, os pais são influenciados por seu nível de renda, retorno percebido do investimento em capital humano e normas culturais relacionadas à igualdade de gênero. O controle das taxas de natalidade permite que as famílias aumentem o poder de ganhos futuros da próxima geração. Muitos estudos empíricos testaram a relação qualidade-quantidade e observaram uma correlação negativa entre o tamanho da família e a qualidade da criança ou não encontraram uma correlação.  A maioria dos estudos trata o tamanho da família como uma variável exógena porque os pais escolhem a procriação e o resultado dos filhos e, portanto, não podem estabelecer causalidade. Ambos são influenciados por preferências parentais e características familiares tipicamente não observáveis, mas alguns estudos observam variáveis substitutas, como investimento em educação.  

### Países em desenvolvimento

Mapa dos países por taxa de fecundidade (2020), de acordo com o Population Reference Bureau

Os países com alta fertilidade têm 18% da população mundial, mas contribuem com 38% do crescimento populacional . Para se tornar rico, os recursos devem ser reapropriados para aumentar a renda por pessoa, em vez de apoiar populações maiores. À medida que as populações aumentam, os governos devem acomodar investimentos crescentes em saúde e capital humano e reformas institucionais para lidar com as divisões demográficas. A redução do custo do capital humano pode ser implementada por meio do subsídio à educação, o que aumenta o poder aquisitivo das mulheres e o custo de oportunidade de ter filhos, conseqüentemente reduzindo a fecundidade. O acesso a contraceptivos também pode resultar em taxas de fertilidade mais baixas: ter mais filhos do que o esperado impede o indivíduo de atingir o nível desejado de investimento em quantidade e qualidade de filhos.  Em contextos de alta fertilidade, a fertilidade reduzida pode contribuir para o desenvolvimento econômico, melhorando os resultados da criança, reduzindo a mortalidade materna e aumentando o capital humano feminino.
Dang e Rogers (2015) mostram que, no Vietnã, os serviços de planejamento familiar aumentaram o investimento em educação, reduzindo o custo relativo da qualidade da criança e incentivando as famílias a investirem na qualidade. Observando a distância do centro de planejamento familiar mais próximo e os gastos gerais com a educação de cada criança, Dang e Rogers fornecem evidências de que os pais no Vietnã estão fazendo uma troca de qualidade por quantidade de crianças.

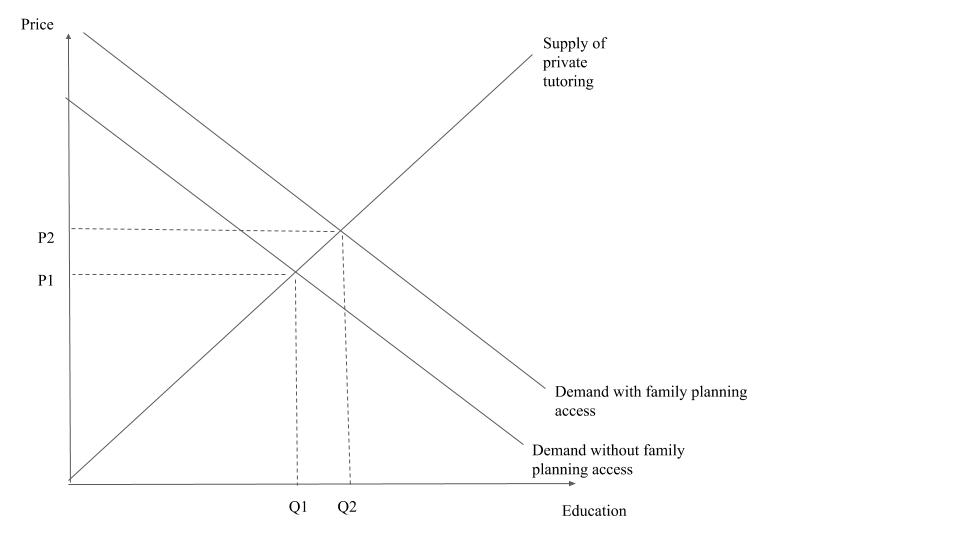
Demanda por aulas particulares com e sem acesso ao planejamento familiar

### Países desenvolvidos
Atualmente, os países desenvolvidos têm experimentado crescimento econômico crescente e queda da fertilidade. Como resultado da transição demográfica que ocorre quando os países ficam ricos, os países desenvolvidos têm uma proporção crescente de aposentados, o que aumenta a carga sobre a força de trabalho para apoiar as pensões e programas sociais. O incentivo a uma maior fecundidade como solução pode causar o risco de reverter os benefícios do aumento do investimento infantil e da participação feminina na força de trabalho sobre o crescimento econômico. O aumento da migração de alta qualificação pode ser uma forma eficaz de aumentar o retorno à educação, levando a uma menor fertilidade e a uma maior oferta de indivíduos altamente qualificados.

## Demanda por planejamento familiar

Demanda de planejamento familiar satisfeita por métodos modernos a partir de 2017.

Departamento de Assuntos Econômicos e Sociais das Nações Unidas, Divisão de População, "Trends in Contraceptive Use Worldwide 2015" Nova York: Nações Unidas, 2015

214 milhões de mulheres em idade reprodutiva nos países em desenvolvimento que não desejam engravidar não estão usando um método anticoncepcional moderno. Isso pode ser resultado de uma escolha limitada de métodos, acesso limitado a anticoncepcionais, medo de efeitos colaterais, oposição cultural ou religiosa, baixa qualidade dos serviços disponíveis, preconceito do usuário ou fornecedor ou barreiras baseadas no gênero. Na África, 24,2% das mulheres em idade reprodutiva não têm acesso à contração moderna. Na Ásia, América Latina e Caribe, a necessidade não atendida é de 10–11%. Atender a necessidade não atendida de contracepção poderia evitar 104.000 mortes maternas por ano, uma redução de 29% de mulheres que morrem de hemorragia pós-parto ou abortos inseguros.
De acordo com o Departamento de Assuntos Econômicos e Sociais das Nações Unidas: Divisão de População, 64% da população mundial usa anticoncepcionais, 12% da necessidade de anticoncepcionais da população mundial não é atendida. Nos países menos desenvolvidos, 22% da população não tem acesso a anticoncepcionais e 40% usam anticoncepcionais. A necessidade não atendida de anticoncepcionais modernos é muito alta na África Subsaariana, sul da Ásia e oeste da Ásia. A África tem a menor taxa de uso de anticoncepcionais (33%) e a maior taxa de necessidades não atendidas (22%). A América do Norte tem a maior taxa de uso de anticoncepcionais (73%) e a menor necessidade não atendida (7%). A América Latina e o Caribe vêm logo atrás, com 73% do uso de anticoncepcionais e 11% das necessidades não atendidas. A Europa e a Ásia estão no mesmo nível: a Europa tem uma taxa de uso de anticoncepcionais de 69% e 10% das necessidades não atendidas, a Ásia tem 68% de uso de anticoncepcionais e 10% das necessidades não atendidas. Embora as necessidades não atendidas sejam menores na Ásia por causa da grande população nesta região, o número de mulheres com necessidades não atendidas é de 443 milhões, em comparação com 74 milhões na Europa, a Oceania tem uma taxa de uso de anticoncepcionais de 59% e 15% das necessidades não atendidas. Ao comparar as regiões dentro desses continentes, a Ásia Oriental classifica a maior taxa de uso de anticoncepcionais (82%) e a menor necessidade não atendida (5%). A África Ocidental possui a menor taxa de uso de anticoncepcionais (17%). A África Central tem a maior necessidade não atendida (26%). A necessidade não atendida é maior entre as mulheres mais pobres; na Bolívia e na Etiopa, as necessidades não atendidas triplicaram e dobraram entre as populações pobres. No entanto, na República Democrática do Congo e na Libéria, as taxas de necessidades não atendidas são diferentes em 1–2 pontos percentuais.  Isso sugere que, à medida que as mulheres mais ricas começam a desejar famílias menores, elas procuram cada vez mais métodos de planejamento familiar.
Necessidades substanciais não satisfeitas provocaram programas de planejamento familiar por parte de governos e doadores, mas o impacto dos programas de planejamento familiar sobre a fertilidade e o uso de anticoncepcionais permanece um tanto incerto. A "teoria da demanda" argumenta que nas sociedades agrícolas tradicionais, as taxas de fertilidade são impulsionadas pelo desejo de compensar a alta mortalidade, portanto, à medida que a sociedade se moderniza, os custos de criar filhos aumentam, reduzindo seu valor econômico e resultando em um declínio no número desejado de filhos . Segundo essa teoria, os programas de planejamento familiar terão um impacto marginal. Bongaarts (2014) mostra que usando uma abordagem de estudo de caso de país, programas familiares mais fortes e mais fracos reduzem a necessidade não atendida de anticoncepcionais e aumentam o uso, tornando os anticoncepcionais modernos mais amplamente disponíveis e removendo os obstáculos ao uso. Além disso, a demanda que é atendida e a proporção de mulheres que usam métodos modernos aumentaram. Os programas podem ter um efeito adicional de difusão das idéias relacionadas ao planejamento familiar e, assim, aumentar a demanda por anticoncepcionais. Como resultado, uma pequena diminuição na necessidade não atendida pode ser compensada por um aumento na demanda. No entanto, mesmo em países onde se presume que os programas familiares terão um impacto marginal, Bongaarts mostra que os programas de planejamento familiar podem potencialmente aumentar o uso de anticoncepcionais e aumentar / diminuir a demanda, dependendo das atitudes preexistentes da comunidade.

## Variações regionais

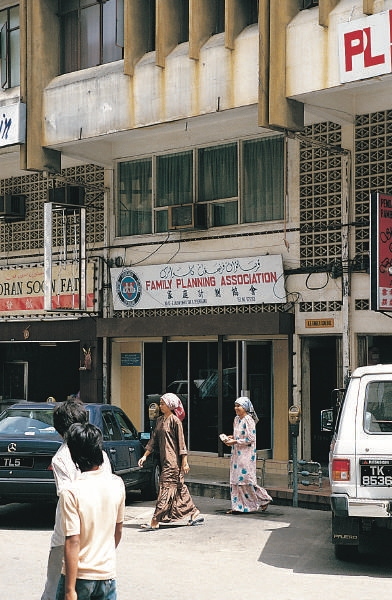
Unidade de planejamento familiar em Kuala Terengganu, Malásia

### África
A maioria dos países com taxas mais baixas de uso de anticoncepcionais, taxas de mortalidade materna, infantil e infantil mais altas e taxas de fertilidade mais altas estão na África. Apenas cerca de 30% de todas as mulheres usam controle de natalidade, embora mais da metade de todas as mulheres africanas gostariam de usar controle de natalidade, se estivesse disponível para elas. Os principais problemas que impedem o acesso e o uso de controle de natalidade são indisponibilidade, serviços de saúde precários, desaprovação do cônjuge, preocupações religiosas e desinformação sobre os efeitos do controle de natalidade.  O tipo de controle de natalidade mais disponível são os preservativos. Uma população em rápido crescimento, associada a um aumento nas doenças evitáveis, significa que os países da África Subsaariana enfrentam uma população cada vez mais jovem.

### China
A política de planejamento familiar da China forçou os casais a não ter mais do que um filho . Começando em 1979 e sendo oficialmente descontinuada em 2015, a política foi instituída para controlar o rápido crescimento populacional que estava ocorrendo no país naquela época. Com a rápida mudança na população, a China estava enfrentando muitos impactos, incluindo pobreza e falta de moradia. Por ser uma nação em desenvolvimento, o governo chinês estava preocupado com o fato de que a continuação do rápido crescimento populacional que vinha ocorrendo impediria seu desenvolvimento como nação. O processo de planejamento familiar variou em toda a China, visto que as pessoas diferiam em sua capacidade de resposta à política do filho único, com base na localização e no status socioeconômico. Por exemplo, muitas famílias nas cidades aceitaram a política mais prontamente com base na falta de espaço, dinheiro e recursos que freqüentemente ocorre nas cidades. Outro exemplo pode ser encontrado na aplicação desta regra; as pessoas que viviam em áreas rurais da China podiam, em alguns casos, ter mais de um filho, mas tinham que esperar vários anos após o nascimento do primeiro. No entanto, as pessoas nas áreas rurais da China estavam mais hesitantes em aceitar essa política. A política populacional da China foi creditada com uma desaceleração muito significativa do crescimento populacional da China, que era maior antes da política ser implementada. No entanto, a política foi criticada por ter resultado no abuso de mulheres. Freqüentemente, a implementação da política envolve abortos forçados, esterilização forçada e infanticídios. O fato de as famílias desejarem um filho homem tinha um papel a desempenhar no número de infanticídios. O número de meninas que morrem no primeiro ano de nascimento é o dobro dos meninos. Outra desvantagem da política é que a população idosa da China está aumentando rapidamente. No entanto, embora a punição por gravidez "não planejada" seja uma multa elevada, tanto o aborto forçado quanto a esterilização forçada podem ser acusados de agressão intencional, punida com até dez anos de prisão. Outra questão levantada na política de filho único na China é a informação com relação ao parto natural de gêmeos ou trigêmeos. Caso ocorra esta situação, a família pode ficar com os filhos pelas causas naturais desta fecundação.  

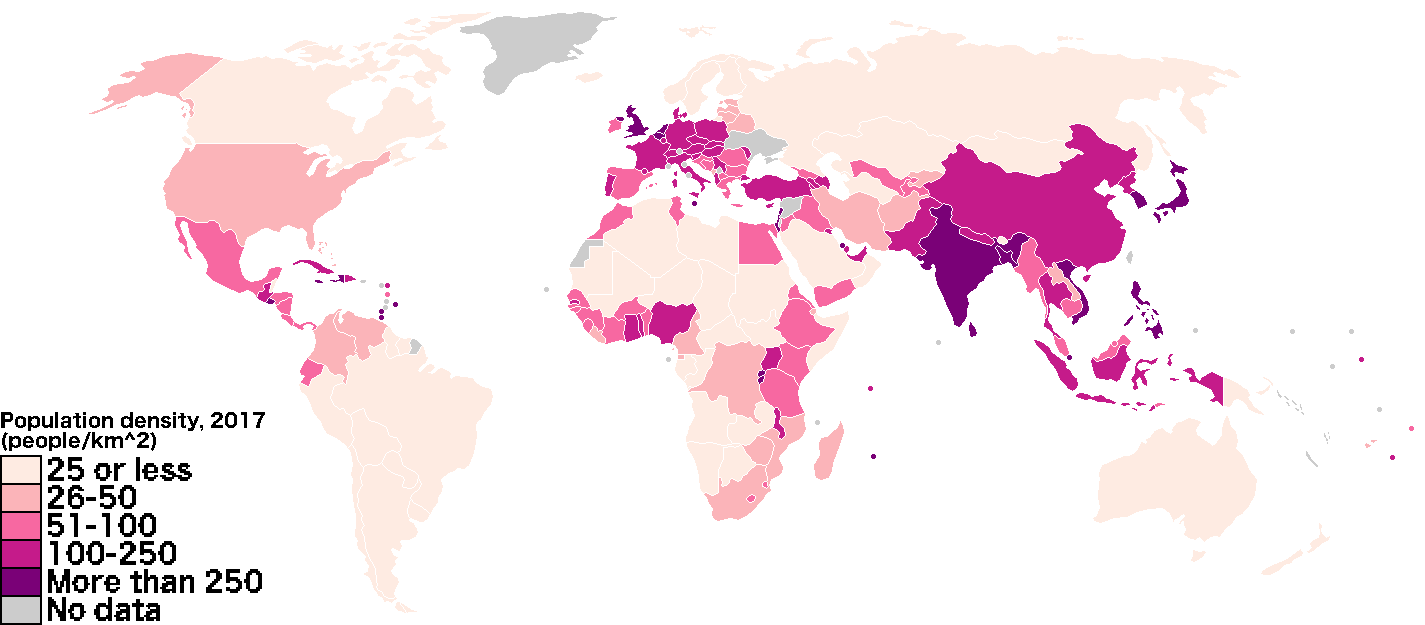
Mapa de densidade populacional por país, por quilômetro quadrado

O planejamento familiar na China tem seus benefícios e suas desvantagens. Por exemplo, ajudou a reduzir a população em cerca de 300 milhões de pessoas nos primeiros 20 anos. A desvantagem é que agora há milhões de pessoas sibling-less e na China irmãos são muito importantes. Quando a geração dos pais fica mais velha, os filhos ajudam a cuidar deles e o trabalho geralmente é dividido igualmente entre os irmãos. Outro benefício da implementação da lei do filho único é que ela reduziu a taxa de fertilidade de cerca de 2,75 filhos nascidos por mulher para cerca de 1,8 filhos nascidos por mulher em 1979.
De acordo com um relatório investigativo da Associated Press publicado em 28 de junho de 2020, o governo chinês está tomando medidas draconianas para reduzir as taxas de natalidade entre uigures e outras minorias como parte de uma campanha abrangente para conter sua população muçulmana, ao mesmo tempo que incentiva alguns de a maioria Han do país para ter mais filhos. Embora mulheres já tenham falado antes sobre o controle de natalidade forçado, a prática é muito mais difundida e sistemática do que se conhecia, de acordo com uma investigação da AP baseada em estatísticas do governo, documentos estaduais e entrevistas com 30 ex-detentos, familiares e um ex-detento instrutor de acampamento. A campanha dos últimos quatro anos na região do extremo oeste de Xinjiang está levando ao que alguns especialistas chamam de uma forma de “genocídio demográfico”.

### Hong Kong
Em Hong Kong, a Liga Eugênica foi fundada em 1936, que se tornou a Associação de Planejamento Familiar de Hong Kong em 1950. A organização fornece aconselhamento sobre planejamento familiar, educação sexual e serviços de controle de natalidade para o público em geral de Hong Kong . Na década de 1970, devido ao rápido crescimento populacional, lançou a campanha "Dois são o suficiente", que reduziu a taxa geral de natalidade por meios educacionais.
A Associação de Planejamento Familiar de Hong Kong, a associação nacional de planejamento familiar de Hong Kong, fundou a Federação Internacional de Planejamento Familiar com suas contrapartes em sete outros países.

### Índia
O planejamento familiar na Índia é baseado em esforços amplamente patrocinados pelo governo indiano. No período de 1965-2009, o uso de anticoncepcionais mais do que triplicou (de 13% das mulheres casadas em 1970 para 48% em 2009) e a taxa de fertilidade caiu mais da metade (de 5,7 em 1966 para 2,6 em 2009), mas a taxa nacional a taxa de fertilidade ainda é alta o suficiente para causar crescimento populacional em longo prazo. A Índia soma 1.000.000 de pessoas à sua população a cada 15 dias.

### Irã
Embora a população do Irã tenha crescido a uma taxa de mais de 3% ao ano entre 1956 e 1986, a taxa de crescimento começou a diminuir no final dos anos 1980 e início dos anos 1990, depois que o governo iniciou um grande programa de controle populacional. Em 2007, a taxa de crescimento caiu para 0,7 por cento ao ano, com uma taxa de natalidade de 17 por 1.000 pessoas e uma taxa de mortalidade de 6 por 1.000. Relatórios da ONU mostram que as políticas de controle de natalidade no Irã são eficazes, com o país liderando a lista das maiores quedas de fertilidade. A Divisão de População do Departamento de Assuntos Econômicos e Sociais da ONU diz que entre 1975 e 1980, o número total de fecundidade era de 6,5. O nível projetado para a taxa de natalidade do Irã de 2005 a 2010 é inferior a dois.
No final de julho de 2012, o líder supremo Ali Khamenei descreveu os serviços anticoncepcionais do Irã como "errados" e as autoridades iranianas estão cortando os programas de controle de natalidade no que um jornal ocidental ( USA Today ) descreve como uma "grande reversão" de sua política de longa data. Ainda não está claro se cortes de programas e apelos de alto nível para famílias maiores serão bem-sucedidos.

### Irlanda
A venda de anticoncepcionais foi ilegal na Irlanda de 1935 a 1980, quando foi legalizada com fortes restrições, posteriormente afrouxadas. Argumentou-se que o dividendo demográfico resultante desempenhou um papel no boom econômico na Irlanda, que começou na década de 1990 e terminou abruptamente em 2008 (o tigre celta ) foi em parte devido à legalização da contracepção em 1979 e subsequente declínio na fertilidade taxa. Na Irlanda, o rácio de trabalhadores / dependentes aumentou devido à redução da fertilidade - cuja realidade foi questionada - mas aumentou ainda mais devido ao aumento da participação feminina no mercado de trabalho.  

### Paquistão
De acordo com a Conferência Internacional sobre População e Desenvolvimento de 1994 no Cairo, o Paquistão prometeu que até 2010 forneceria acesso universal ao planejamento familiar. Além disso, o Documento de Estratégia de Redução da Pobreza do Paquistão estabeleceu metas nacionais específicas para o aumento do planejamento familiar e do uso de anticoncepcionais . Em 2011, apenas uma em cada cinco mulheres paquistanesas de 15 a 49 anos usa métodos modernos de controle de natalidade.  A contracepção é evitada sob os costumes sociais tradicionais, que são ferozmente defendidos à medida que o Islã fundamentalista ganha força.

### Rússia
De acordo com um estudo de 2004, as gestações atuais foram denominadas "desejadas e oportunas" por 58% das entrevistadas, enquanto 23% as descreveram como "desejadas, mas prematuras" e 19% disseram que foram "indesejadas". Em 2004, a proporção de mulheres em idade reprodutiva que usavam métodos hormonais ou intrauterinos de controle de natalidade era de cerca de 46% (29% intrauterino, 17% hormonal). Durante a era soviética, era difícil obter anticoncepcionais de alta qualidade e o aborto tornou-se a forma mais comum de prevenção de partos indesejados. Desde a dissolução da União Soviética, as taxas de aborto caíram consideravelmente, mas ainda são mais altas do que as taxas de muitos países desenvolvidos.

### Filipinas
Nas Filipinas, a Lei de Paternidade Responsável e Saúde Reprodutiva de 2012 garante o acesso universal a métodos de contracepção, controle de fertilidade, educação sexual e cuidados maternos. Embora haja um acordo geral sobre suas disposições sobre saúde materno-infantil, há um grande debate sobre seu mandato de que o governo filipino e o setor privado financiem e realizem a distribuição ampla de dispositivos de planejamento familiar, como preservativos, pílulas anticoncepcionais e DIUs, enquanto o governo continua a disseminar informações sobre seu uso em todos os centros de saúde.

### Tailândia
Em 1970, o governo da Tailândia declarou uma política populacional que lutaria contra a rápida taxa de crescimento populacional do país. Essa política definiu uma meta de 5 anos para reduzir a taxa de crescimento populacional da Tailândia de 3% para 2,5% por meio de métodos como a disseminação da conscientização sobre planejamento familiar para famílias rurais ou integração de atividades de planejamento familiar na educação em saúde materno-infantil. Figuras públicas como Mechai Viravaidya ajudaram a espalhar a conscientização sobre o planejamento familiar por meio de palestras públicas e atividades de caridade.

### Cingapura
O controle populacional em Cingapura abrange duas fases distintas: primeiro, para diminuir e reverter o boom de nascimentos que começou após a Segunda Guerra Mundial ; e então, a partir da década de 1980, para encorajar os pais a ter mais filhos porque o número de nascimentos caiu abaixo dos níveis de reposição .

### Reino Unido
A contracepção está disponível gratuitamente no Serviço Nacional de Saúde desde 1974, e 74% das mulheres em idade reprodutiva usam alguma forma de contracepção. O sistema intrauterino de levonorgestrel tem se tornado extremamente popular.  A esterilização é popular em grupos de idade mais avançada, entre aqueles de 45 a 49 anos, 29% dos homens e 21% das mulheres foram esterilizados.  A esterilização feminina está diminuindo desde 1996, quando o sistema intrauterino foi introduzido.  A contracepção de emergência está disponível desde 1970, um produto foi especificamente licenciado para a contracepção de emergência em 1984 e os contraceptivos de emergência tornaram-se disponíveis ao balcão em 2001.  Desde que se tornou disponível ao balcão, não reduziu o uso de outras formas de contracepção, como alguns moralistas temiam.  Em qualquer ano, apenas 5% das mulheres em idade reprodutiva usam anticoncepcionais hormonais de emergência.
Apesar da ampla disponibilidade de contraceptivos, quase metade das gestações não foram planejadas em 2005. O aborto foi legalizado em 1967.

### Estados Unidos
Apesar da disponibilidade de anticoncepcionais altamente eficazes, cerca de metade das gestações nos Estados Unidos não são intencionais . Contraceptivos altamente eficazes, como o DIU, são subutilizados nos Estados Unidos. O aumento do uso de anticoncepcionais altamente eficazes pode ajudar a cumprir a meta estabelecida no Healthy People 2020 de diminuir a gravidez indesejada em 10%.  O custo para o usuário é um fator que impede muitas mulheres americanas de usar anticoncepcionais mais eficazes.  Disponibilizar anticoncepcionais sem um copagamento aumenta o uso de métodos altamente eficazes, reduz a gravidez indesejada e pode ser fundamental para atingir a meta de Healthy People 2020.
Nos Estados Unidos, o uso de anticoncepcionais economiza cerca de US $ 19 bilhões em custos médicos diretos a cada ano. O Título X da Lei de Serviços de Saúde Pública é um programa do governo dos Estados Unidos dedicado a fornecer serviços de planejamento familiar para os necessitados. Mas o financiamento para o título   X como uma porcentagem do financiamento público total para serviços ao cliente de planejamento familiar diminuiu continuamente de 44% do total de despesas em 1980 para 12% em 2006. O financiamento atual do Título X é inferior a 40% do que é necessário para atender à necessidade de planejamento familiar com financiamento público. O Título X precisaria de $ 737 milhões anualmente para atender à necessidade de serviços de planejamento familiar.  Apenas 6,2 milhões de mulheres acessaram serviços com financiamento público de 10.700 clínicas em 2015, apesar de cerca de 20 milhões de mulheres que poderiam se beneficiar.
As clínicas financiadas pelo Title X atenderam 3,8 milhões dessas mulheres com acesso aos serviços. Em 2015, os serviços anticoncepcionais com financiamento público ajudaram as mulheres a prevenir 1,9 milhão de gravidezes indesejadas; 876.100 deles teriam resultado em nascimentos não planejados e 628.000 abortos. Sem os serviços anticoncepcionais com financiamento público, as taxas de gravidez indesejada, partos não planejados e abortos teriam sido 67% maiores.  As taxas para adolescentes teriam sido 102% mais altas.  Os programas financiados pelo Título X viram menos 1,2 milhão de pacientes em 2015 em comparação com 2010, pois o financiamento diminuiu em US $ 31 milhões.  Em 2015, cerca de 2,4 milhões de mulheres adicionais receberam serviços anticoncepcionais financiados pelo Medicaid de médicos particulares.
O Medicaid aumentou de 20% para 71% de 1980 a 2006. Em 2006, o Medicaid contribuiu com US $ 1,3 bilhão para o planejamento familiar público. Os US $ 1,9 bilhão gastos em planejamento familiar com financiamento público em 2008 economizaram cerca de US $ 7 bilhões em custos de curto prazo do Medicaid. Esses serviços ajudaram as mulheres a prevenir cerca de 1,94 milhão de gravidezes indesejadas e 810.000 abortos.
Cerca de 3 em cada 10 mulheres nos Estados Unidos abortam quando chegam aos 45 anos.
Um artigo de 2017 descobriu que o acesso dos pais a programas de planejamento familiar teve um impacto econômico positivo em seus filhos subsequentes: "Usando a introdução de programas de planejamento familiar nos Estados Unidos em nível de condado entre 1964 e 1973, descobrimos que as crianças nascidas após o início dos programas tinham 2,8% rendimentos familiares mais elevados. Eles também tinham 7% menos probabilidade de viver na pobreza e 12% menos probabilidade de viver em famílias que recebiam assistência pública. Depois de contabilizar a seleção, os efeitos diretos dos programas de planejamento familiar sobre a renda dos pais respondem por cerca de dois terços desses ganhos. "

### Uzbequistão
No Uzbequistão, o governo pressionou para que os úteros das mulheres fossem removidos para esterilizá-los à força.

## Obstáculos ao planejamento familiar
Existem muitas razões pelas quais as mulheres não usam anticoncepcionais. Essas razões incluem problemas logísticos, preocupações científicas e religiosas, acesso limitado a transporte para acessar clínicas de saúde, falta de educação e conhecimento e oposição de parceiros, famílias ou comunidades, além do fato de que ninguém é capaz de controlar sua fertilidade além do comportamento básico envolvendo a concepção.
O UNFPA diz que “os esforços para aumentar o acesso devem ser sensíveis aos contextos culturais e nacionais e devem considerar as disparidades econômicas, geográficas e de idade dentro dos países”.
O UNFPA afirma que “as mulheres mais pobres e as que vivem nas áreas rurais têm menos acesso aos serviços de planejamento familiar. Certos grupos - incluindo adolescentes, pessoas solteiras, pobres urbanos, populações rurais, profissionais do sexo e pessoas que vivem com HIV também enfrentam uma variedade de barreiras ao planejamento familiar. Isso pode levar a taxas mais altas de gravidez indesejada, aumento do risco de HIV e outras DSTs, escolha limitada de métodos anticoncepcionais e níveis mais altos de necessidades não atendidas de planejamento familiar. ” 
Para programas de saúde nacionais, internacionais ou locais envolvidos no planejamento familiar, o uso de indicadores padrão é cada vez mais encorajado, para rastrear as barreiras ao planejamento familiar eficaz, juntamente com a eficácia, aceitação e prestação de serviços de planejamento familiar.

### COVID-19
Em março de 2020, havia cerca de 450 milhões de mulheres usando contraceptivos modernos em 114 países prioritários de baixa e média renda. Prevê-se que a pandemia de COVID-19, bem como o distanciamento social e outras estratégias para reduzir a transmissão, afetarão a capacidade dessas mulheres de continuar a usar anticoncepcionais. O número de gravidezes indesejadas aumentará à medida que o bloqueio continua e as interrupções dos serviços são estendidas.
Projeta-se que cerca de 47 milhões de mulheres em 114 países de baixa e média renda não poderão usar anticoncepcionais modernos se o bloqueio médio, ou interrupção relacionada ao COVID-19, continuar por 6 meses com grandes interrupções nos serviços. Para cada 3 meses o bloqueio continua, assumindo altos níveis de interrupção, até 2 milhões de mulheres adicionais podem ser incapazes de usar anticoncepcionais modernos. Se o bloqueio continuar por 6 meses e houver grandes interrupções no serviço devido ao COVID-19, espera-se que ocorram mais 7 milhões de gravidezes indesejadas.

## Dia Mundial da Contracepção
O dia 26 de setembro é designado como Dia Mundial da Contracepção, dedicado a aumentar a consciência sobre a contracepção e melhorar a educação sobre saúde sexual e reprodutiva, com uma visão de "um mundo onde toda gravidez é desejada". É apoiado por um grupo de ONGs internacionais, incluindo:
Conselho de Contracepção do Pacífico Asiático, Centro Latinamericano Salud y Mujer, Sociedade Europeia de Contracepção e Saúde Reprodutiva, Fundação Alemã para a População Mundial, Federação Internacional de Ginecologia Pediátrica e Adolescente, Federação Internacional de Planejamento Familiar, Marie Stopes International, Population Services International, The Population Council, USAID, Women Deliver .

## Aborto
O Fundo de População das Nações Unidas afirma explicitamente que “nunca promove o aborto como forma de planejamento familiar”. A Organização Mundial da Saúde declara que "O planejamento familiar / contracepção reduz a necessidade de aborto, especialmente o aborto inseguro."
A campanha para combinar contracepção e aborto está enraizada na afirmação de que a contracepção acaba, ao invés de prevenir, a gravidez. Isso se deve à noção de que prevenir a implantação implica aborto, ao se considerar a fecundação como o momento inicial da gravidez. De acordo com uma petição de amicus submetida à Suprema Corte dos Estados Unidos em outubro de 2013 liderada por Médicos para Saúde Reprodutiva e o Colégio Americano de Obstetras e Ginecologistas, um método anticoncepcional previne a gravidez interferindo na fertilização ou implantação. O aborto, separado dos contraceptivos, termina uma gravidez estabelecida.